# Supercross Freestyle
Supercross Freestyle es un videojuego de carreras de 2000 desarrollado por Velez & Dubail Dev. Team y publicado por Infogrames Europe para Game Boy Color. El juego presenta tres modos, incluido un modo de carreras supercross convencional, un modo de trucos de estilo libre y un modo de carreras arcade. Supercross Freestyle recibió elogios tras su lanzamiento por la diversidad de modos y controles de juego.  

## Jugabilidad
Supercross Freestyle presenta tres modos de juego en 'Freestyle', el jugador completa los trucos que se le indican repitiendo con éxito una combinación de botones. En 'Supercross', el jugador completa tres vueltas contra competidores en pistas de todo el mundo. En el modo 'Arcade', el jugador corre contra el reloj en pistas evitando obstáculos, como rocas y charcos, para alcanzar el primer lugar. En este modo, el jugador tiene un medidor de daño acumulado al chocar con obstáculos, que puede repararse con botiquines de primeros auxilios recogidos en la pista. El juego presenta cuatro recorridos diferentes, cada uno con tres pistas, y varias bicicletas con licencia, incluidas las de Honda y Kawasaki.

## Recepción
Supercross Freestyle recibió críticas positivas de las publicaciones. Computer & Video Games elogió las "motos con licencia oficial, los modos de juego deslumbrantemente variados y los hermosos extras desbloqueables" del juego, calificándolo como "el podio de (los) mejores corredores de Game Boy de siempre". De manera similar, la Revista oficial de Game Boy elogió el "buen giro de velocidad y los controles hábiles" del juego, escribiendo que el juego era "un juego de primera categoría de vehículos de dos ruedas que limpia el suelo con otras motos veloces". Nick Roberts de Total Game Boy elogió el juego como "un juego realmente divertido y con una excelente relación calidad-precio". Game Boy Extreme revisó el juego negativamente, escribiendo "gráficos débiles y una jugabilidad simplista estropean este corredor de motos". En una revisión retrospectiva de Screen Rant, Camden Jones comentó que el juego estaba adelantado a su tiempo, escribiendo que "las carreras son visualmente impresionantes y extremadamente fluidas para un sistema tan poco potente, principalmente debido a la gran cantidad de saltos repartidos por todas partes, que se sienten como si tuvieran un sistema de física real detrás de ellos".